# Зиновьев, Филипп Сергеевич
Филипп Сергеевич Зиновьев (5 ноября 1901 года, с. Зеркло, ныне Шарлыкский район, Оренбургская область — 7 июля 1977 года, Москва) — советский военный деятель, Полковник (1944 год).

## Начальная биография
Филипп Сергеевич Зиновьев родился 5 ноября 1901 года в селе Зеркло ныне Шарлыкского района Оренбургской области.

## Военная служба

### Гражданская война
В октябре 1919 года был призван в ряды РККА и направлен красноармейцем в 5-й запасной стрелковый полк, после чего принимал участие в боевых действиях по подавлению восстаний Оренбуржье. В марте 1920 года был направлен красноармейцем в составе 1-й крепостной стрелковый полк, дислоцированный в Елецке, а в марте 1921 года — в 433-й стрелковый полк, дислоцированный в Орске, в составе которых принимал участие в боевых действиях по подавлению бандитизма.

### Межвоенное время
В сентябре 1921 года был направлен на учёбу на 70-х Самарских командных курсах, а после окончания которых был направлен в 18-ю Оренбургскую военную пехотную школу, после окончания которой в августе 1925 года был направлен в 92-й стрелковый полк (31-я стрелковая дивизия, Приволжский военный округ), где служил на должностях командира пулемётного взвода, командира пулемётной роты и помощника командира роты по политической части.
В сентябре 1927 года был направлен на учёбу на Московские военно-политические курсы, после окончания которых в июле 1928 года вернулся в свой полк, где служил на должностях помощника командира роты по политической части, командира роты, политрука роты и командира пулемётной роты. В апреле 1932 года был направлен в 245-й Свердловский стрелковый полк (82-я стрелковая дивизия), где служил на должностях помощника командира и командира батальона.
В мае 1934 года Зиновьев был направлен на учёбу в Военную академию имени М. В. Фрунзе, после окончания которой в декабре 1937 года был назначен на должность начальника штаба 80-й стрелковой дивизии (Харьковский военный округ), а с февраля 1938 года временно исполнял должность командира этой же дивизии. В августе 1939 года был назначен на должность начальника штаба 192-й горнострелковой дивизии (Киевский военный округ), в июне 1940 года — на должность руководителя тактики 2-го Бердичевского военного пехотного училища, а в декабре — на должность заместителя начальника училища и одновременно преподавателя.

### Великая Отечественная война
С началом войны Зиновьев находился на прежней должности.
В июле 1942 года был назначен на должность заместителя начальника Одесского военного пехотного училища, дислоцировавшегося в Уральске (Южно-Уральский военный округ).
С 10 по 22 июля 1943 года подполковник Филипп Сергеевич Зиновьев временно исполнял должность командира 65-го стрелкового корпуса, находившегося на формировании в с. Елшанка (Бузулукский район, Оренбургская область), а с 23 июля того же года исполнял должность начальника штаба этого же корпуса. После завершения формирования корпус принимал участие в ходе Смоленско-Рославльской наступательной операции. В сентябре 1943 года был снят с должности по несоответствию, после чего был назначен на должность начальника штаба 42-й стрелковой дивизии.
В ноябре 1943 года был назначен на должность заместителя командира 22-й стрелковой дивизии, которая в конце декабря 1943 — феврале 1944 года вела боевые действия на богушевском и витебском направлениях.
В феврале 1944 года был вновь назначен на должность заместителя командира 42-й стрелковой дивизии, которая вела наступательные боевые действия в районе населённого пункта Шарки (Смоленская область). С марта 1944 года находился на лечении в госпитале в Москве, а затем в Сочи. После выздоровления в июле 1944 года был назначен на должность заместителя командира 30-й стрелковой учебной дивизии (Московский военный округ).

### Послевоенная карьера
После окончания войны полковник Зиновьев был назначен на должность командира 30-й стрелковой дивизии, в 1946 году — на должность начальника штаба 3-й гвардейской стрелковой бригады (Московский военный округ), а в июле 1949 года — на должность 1-го заместителя командира 24-й гвардейской горнострелковой дивизии (Северокавказский военный округ).
После окончания курсов усовершенствования командного состава при Военной академии имени М. В. Фрунзе в апреле 1951 года был назначен на должность заместителя командира 118-й гвардейской стрелковой дивизии (Ленинградский военный округ).
В июле 1953 года полковник Филипп Сергеевич Зиновьев вышел в запас. Умер 7 июля 1977 года в Москве.

## Награды
- Орден Ленина;
- Два ордена Красного Знамени;
- Медали.